# رودريغو سانشيز
رودريغو سانشيز (بالإسبانية: Rodrigo Sánchez) هو لاعب اتحاد الرغبي أوروغواياني، ولد في 25 أكتوبر 1976 في مونتفيدو في الأوروغواي.